# Migos
Os Migos (/ˈmiːɡoʊs/) foi um grupo norte-americano de hip hop e trap fundado em 2008, em Lawrenceville, Geórgia. Ele foi composto por três rappers oficialmente conhecidos por Quavo, Offset e Takeoff. Eles são gerenciados por Coach K, ex-empresário dos rappers Gucci Mane e Jeezy, de Atlanta, e frequentemente colaboram com produtores como Zaytoven, DJ Durel, Murda Beatz e Buddah Bless.
Migos lançou seu single comercial de estreia "Versace", em 2013, extraído de sua mixtape Y. R. N. (Young Rich Niggas). Eles continuaram a lançar vários singles de sucesso, como "Fight Night" (2014), "Look at My Dab" (2015) e o sucesso do topo de paradas "Bad and Boujee" (2016).
O grupo lançou seu álbum de estreia em 2009Yung Rich Nation, em 2015, através das gravadoras Quality Control Music e 300 Entertainment. Seu segundo álbum, Culture, foi lançado em janeiro de 2017. Migos são gerenciados pelo Coach K, o ex-gerente dos rappers de destaque, com base em Atlanta, Gucci Mane e Young Jeezy, e, frequentemente, colaboram com os produtores Murda Beatz e Zaytoven.

## Trajetória

### 2016–2021: Culture, Culture 2 & Culture 3Culture 2 & Culture 3
A 7 de setembro de 2016, Kanye West anunciou que havia assinado os Migos em um acordo de administração com a marca GOOD music, mas em janeiro de 2017 o grupo afirmou que não estavam afiliados ao rótulo da West. 
A 28 de outubro de 2016, Migos lançaram o primeiro single, intitulado "Bad and Boujee", do seu segundo álbum de estúdio. A música foi produzida por Metro Boomin e apresenta vocais de outro rapper americano, Lil Uzi Vert. O video de música para o single foi lançado a 31 de outubro. O single foi ao topo do   Billboard  Hot 100, tornando-se o primeiro número um dos Migos nos EUA.  O seu segundo álbum,  Culture, foi lançado a 27 de janeiro de 2017.  Em abril de 2017, os Migos foram apresentados na canção de Katy Perry  Bon Appétit "do seu quinto álbum de estúdio"  Witness.
O membro de Migos, Offset, confirmou numa uma entrevista de Hollywood Fixer, que Culture 2 será lançado em outubro de 2017. 
A 30 de maio de 2017, Migos lançou "Too Hotty", que estará no próximo álbum de compilações,  Quality Control Presents: Control The Streets Volume One . O single foi oficialmente lançado nos serviços de transmissão em 24 de agosto de 2017. O video musical foi lançado a 25 de agosto. 
Em 11 de Junho de 2021 o grupo Migos Lança o álbum CULTURE III.

### 2022: Separação do trio e morte de Takeoff
Em 2022 Rumores de separação do Grupo tomaram conta da Internet, quando o Rapper Offset deixou de seguir Quavo e a página oficial   Migos no Instagram.

Em agosto de 2022, Quavo assume que ele e TakeNa madrugada do dia 1 novembro de 2022, o membro Takeoff foi assassinado a tiros em uma pista de boliche enquanto jogava dados ao lado de Quavo.
Em 1 de novembro de 2022, o rapper Takeoff foi baleado e morto em uma pista de boliche, 810 Billiards & Bowling em Houston, Estados Unidos.
O Departamento de Polícia de Houston informou que o tiroteio fatal ocorreu às 2:40 da madrugada. De acordo com testemunhas, Takeoff e Quavo estavam jogando dados uma briga começou quando de repente um homem surgiu no meio do grupo de pessoas e abriu fogo. Em áudio obtido pelo TMZ, é possível escutar cinco disparos que supostamente atingiram Takeoff e outras duas pessoas. O rapper foi atingido na cabeça e socorrido pelo tio, e por outra pessoa que afirmou ser enfermeira.
Em outra gravação obtida pelo site, é possível ver Quavo e seus amigos tentando mover o corpo de Takeoff, sem sucesso. Em seguida, Quavo começa a gritar por socorro. A vítima foi dada como morta ainda no local, enquanto outras duas vítimas foram levadas em veículos particulares para hospitais. Embora a polícia inicialmente não tenha identificado a vítima, o representante de Takeoff confirmou sua morte ao Associated Press. O tio de Takeoff Quavo, que estava presente durante o tiroteio, não se feriu.

## Discografia
- Yung Rich Nation (2015)
- Culture (2017)
- Culture II (2018)
- Culture III (2021)

## Prêmios e indicações
| Ano  | Awards                  | Trabalho nomeado                          | Categoria                          | Resultado | Referência |
| ---- | ----------------------- | ----------------------------------------- | ---------------------------------- | --------- | ---------- |
| 2014 | BET Hip Hop Awards      | —                                         | Novato do Ano                      | Indicado  | [ 18 ]     |
| 2014 | BET Hip Hop Awards      | "Fight Night"                             | Melhor Clube Banger                | Indicado  | [ 18 ]     |
| 2014 | BET Hip Hop Awards      | No Label II                               | Melhor Mixtape                     | Indicado  | [ 18 ]     |
| 2015 | BET Awards              | —                                         | Best Group                         | Indicado  | [ 19 ]     |
| 2017 | Billboard Music Awards  | "Bad and Boujee" (featuring Lil Uzi Vert) | Top Música Rap                     | Indicado  | [ 20 ]     |
| 2017 | Billboard Music Awards  | "Bad and Boujee" (featuring Lil Uzi Vert) | Top Colaboração Rap                | Indicado  | [ 20 ]     |
| 2017 | BET Awards              | —                                         | Melhor Grupo                       | Venceu    | [ 21 ]     |
| 2017 | BET Awards              | "Bad and Boujee" (feat. Lil Uzi Vert)     | Melhor Colaboração                 | Venceu    | [ 21 ]     |
| 2017 | BET Awards              | "Bad and Boujee" (feat. Lil Uzi Vert)     | Video do Ano                       | Indicado  | [ 21 ]     |
| 2017 | BET Awards              | "Bad and Boujee" (feat. Lil Uzi Vert)     | Prémio de escolha dos espectadores | Indicado  | [ 21 ]     |
| 2017 | MTV Video Music Awards  | "Bad and Boujee" (feat. Lil Uzi Vert)     | Melhor Video de Hip Hop            | Indicado  | [ 22 ]     |
| 2017 | MTV Europe Music Awards | "Bon Appétit" (com Katy Perry)            | Melhor Video                       | Indicado  |            |